# Michel de Marolles
Michel de Marolles (* 22. Juli 1600 in Genillé, Touraine; † 6. März 1681 in Paris) war ein französischer Geistlicher, Kunstsammler, Übersetzer und Historiker. Er war Abt von Beaugerais und Villoin sowie Besucher der literarischen Salons von Madame de Scudéry.

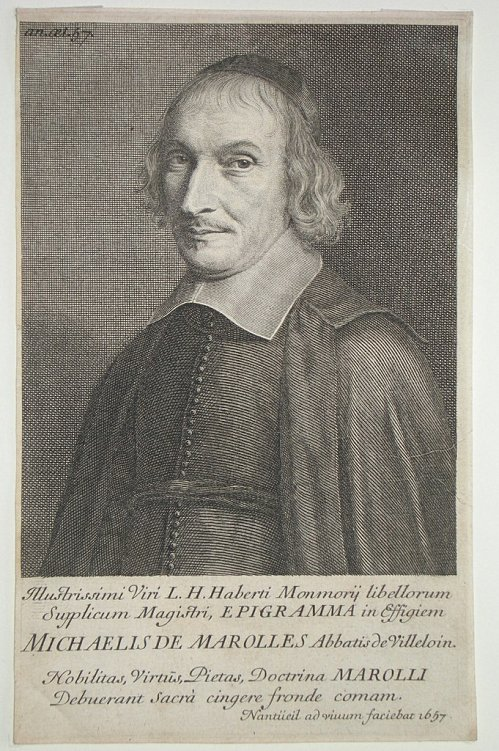

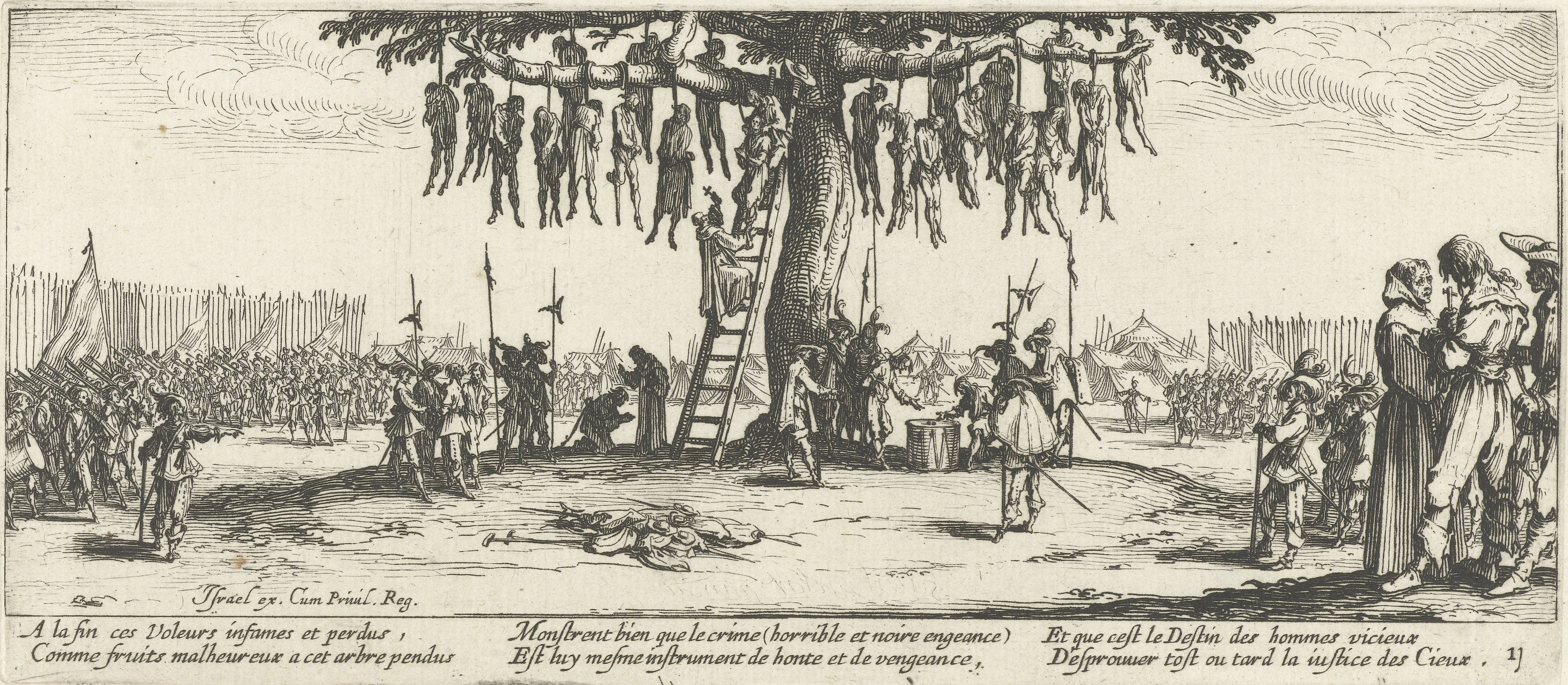
Die Schrecken des Krieges; Die Gehenkten, Radierung von Jacques Callot („A la fin ces Voleurs infames et perdus, / Comme fruits malheureux a cet arbre pendu / Monstrent bien que le crime (horrible et noire engeance) / Est luy mesme instrument de honte et de vengeance, / Et que cest Destin des hommes vicieux / Desprouver tost ou tard la justice des Cieux.“)

## Leben
Michel de Marolles wurde als dritter Sohn von Claude II de Marolles und Agathe de Chatillon geboren. Sein Präzeptor war Jean Imbert, der ihn für die Laufbahn eines Geistlichen vorbereiten sollte.
Am 9. März 1609 überträgt ihm Heinrich V. in Gedenken an die Dienste des Vaters das Kloster Saint-Aubin-des-Bois und die Abtei von Landévennec in der Bretagne. Im März 1610 erhielt er die Tonsur durch den Erzbischof von Tours, François de La Guesle und die Bestätigung der Pfründe durch Paul V. erfolgt im Juli des gleichen Jahres. Im Oktober 1611 wurde er nach Paris geschickt, um am Jesuitischen Collège de Clermont (heute: Lycée Louis-le-grand) zu studieren. Später verbrachte er vier Jahre am Collège de la Marche.
In diesen Jahren unterhielt er bereits Kontakt mit den großen Familien Frankreichs, wie etwa der Familie von Nevers und den Anjou.
1623 veröffentlichte er die seine Übersetzung von Marcus Annaeus Lucanus De bello civile unter dem Titel La Pharsale, die er Ludwig XIII widmete. Kardinal Francois de la Rochefoucauld stellte sie dem König vor. Auf Wunsch des Papstes fertigte er außerdem eine Übersetzung der Konstitution der Marianischen Kongregation an.
Michel de Marolles erhält die Abtei von Villeloin in Touraine nur wenige Kilometer vom Familienanwesen mit einem königlichen Brevet am 5. Dezember 1626 und mit einer Bulle durch Papst Urban VIII. am 10. März 1627. Am 6. Juli wird er ins Amt eingeführt und erhält die Weihe im Namen des Erzbischofs von Paris durch den Bischof von Dardannie, Étienne de Puget, Suffraganbischof von Metz, am 22. September 1926 durch Bertrand d’Eschaud, Erzbischof von Tours und schließlich am 23. Februar 1630 von Jean-François de Gondi, Erzbischof von Paris. Er behielt das Amt bis 1674 bei, bis er für Gilles Brunet, dem Prior von Villeloin, zurücktrat.
Ab 1633 begann er mit Recherchen um eine Genealogie der Adelsfamilien der Provinz zu erstellen, dazu war ein Aufenthalt in Paris nötig. In diese Zeit fallen auch erste Überlegungen zu einer Geschichte der Touraine. 1655 veröffentlichte er seine Memoiren.
Seine über einen Zeitraum von 40 Jahren entstandene Sammlung druckgraphischer Blätter wurde 1668 von Jean Baptiste Colbert im Namen des Königs für die königliche Bibliothek angekauft und bildet den Grundstock der Kupferstichkabinetts der Nationalbibliothek.
Die Radierungen Les misères et les mal-heures de la guerre von Jacques Callot (1592–1635) über de Gräuel des Krieges erschienen zusammen mit den jeweils sechszeiligen Texten von Michel de Marolles, gestochen von Israel, in Paris.

## Publikationen

### Übersetzungen
- Les Œuvres de M. Année Lucain, ou l’Histoire des guerres civiles entre César et Pompée et des principaux combats qui se passerent en la sanglante journée de Pharsale, mises en prose par M. de Marolles, 1623; Neuauflages 1647, 1649, 1655, unter dem Titel Les Œuvres de Lucain. Contenant l’histoire des guerres civiles entre Cesar et Pompée. Avec le Poëme de Pétrone, du changement de la République, & le Panegyrique de Lucain à Pison, abrufbar über Google Books.
- Histoire romaine [de Nicolas Coëffeteau], continuée depuis le commencement de l’empire de Dioclétian et de Maximian jusques à celuy de Valentinian et de Valens, avec les épitomés de Messala Corvinus, Aurelius Victor, Sextus Rufus, et autres, 1630, abrufbar über Google Books.
- Livres des Pseaumes et des Cantiques, tirez tant de l’Ancien que du Nouveau Testament, nouvellement mis en François, selon les veritez des langues originales de la saincte Bible, 1644, abrufbar über Google Books; 1666, abrufbar über Google Books.
- L’Office de la semaine saincte et de toute la quinzaine de Pasques, selon le missel & breviaire romain, en latin et en françois, 1645; 1651, abrufbar über Google Books; 1673, abrufbar über Google Books.
- Les Œuvres de Virgile, traduites en prose, enrichies de tables, remarques, commentaires, éloges et vie de l’autheur, avec une explication géographique du voyage d’Énée et de l’ancienne Italie et un Abrégé de l’histoire, contenant ce qui s’est passé de plus mémorable depuis l’embrazement de Troye jusques à l’empire d’Auguste, pour l’intelligence du poëte, 1649, abrufbar über Google Books.
- Le Nouveau Testament de Nostre Seigneur Jésus-Christ, 1649, abrufbar über Google Books, 1653, abrufbar über Google Books, 1655 (Zweisprachige Ausgabe französisch-latein.), abrufbar über Google Books.
- Le Poëte Lucrece, latin et françois, 1650, abrufbar über Google Books; Zweite Auflage unter dem Titel Les Six livres de Lucrece de la nature des choses, 1659, abrufbar über Google Books.
- Les Œuvres d’Horace, en latin et françois, 2 vol., 1652–1653. Premiere partie, contenant Les Odes et les Épodes, abrufbar über Google Books; zweite Auflage, 1660, erster Teil, abrufbar über Google Books, zweiter Teil, abrufbar über Google Books.
- Les Poésies de Catulle de Vérone, 1653, abrufbar über Google Books.
- Les Elégies de Tibulle chevalier romain. En quatre livres, 1653, abrufbar über Google Books.
- Les Œuvres de Properce, 1654, abrufbar über Google Books.
- Toutes les Épigrammes de Martial, en latin et en françois, 2 vol., 1655, abrufbar über Google Books: première partie; seconde partie.
- Les Satires de Juvénal et de Perse, 1658, abrufbar über Google Books.
- Les Sylves et l’Achilléide de Stace, 1658, abrufbar über Google Books.
- La Thébaïde de Stace, 1658, abrufbar über Google Books: première partie; seconde partie.
- Les Comédies de Plaute, avec des remarques en latin et en françoys, 1658, abrufbar über Gallica; Band I, Band II, Band III, Band IV.
- Le Breviaire romain, 1659, abrufbar über Google Books.
- Les Six comedies de Terence en latin et en françois, 1659, abrufbar über Google Books.
- Les Livres d’Ovide de l’Art d’aimer et des Remedes d’amour, 1660, abrufbar über Google Books. Neuauflage: Les Bibliophiles de Montmartre, Paris, 1950.
- Les Fastes d’Ovide, 1660, abrufbar über Google Books.
- Le Livre d’Ovide contre Ibis, 1661, abrufbar über Google Books.
- Les Épistres héroïdes d’Ovide, 1661, abrufbar über Google Books.
- Les Tristes d’Ovide, de la Traduction de M. D. M. A. D. V., 1661, abrufbar über Google Books.
- Les Amours d’Ovide, d’une nouvelle Traduction, 1661, abrufbar über Google Books.
- Les Quatre Livres des Épistres d’Ovide, escrites du lieu de son exil dans la province de Pont, 1661, abrufbar über Google Books.
- Recueil de diverses pieces d’Ovide, et d’autres poëtes anciens, divisé en deux parties, en latin et en françois, 1661, abrufbar über Google Books.
- L’Énéide de Virgile, en latin et en françois, avec des remarques utiles & fort amples, accompagnées d’un Traité du Poëme Epique; pour montrer de quelle sorte celui-ci a ete imite des Grecs et comme l’ont aussi imite plusieurs ecrivains celebres de diverses nations, qui sont venus depuis, 1662. Seconde partie abrufbar über Google Books.
- Les Bucoliques et les Géorgiques de Virgile en latin & en françois, 1662, abrufbar über Google Books.
- Les Tragédies de Séneque en latin et en françois, 2 vol., 1664, abrufbar über Google Books, Band I, Band II.
- Augmentation de l’Histoire romaine, tirée de divers Autheurs anciens et modernes, 2 vol., 1664, abrufbar über Google Books: Band II.
- Livres des Pseaumes et Cantiques, latin et françois, de l’Ancien et du Nouveau Testament, enrichis de préfaces, argumens, titres et briefves annotations, 1666.
- L’Histoire auguste des six autheurs anciens, 1667, abrufbar über Google Books.
- Catalectes ou pieces choisies des anciens, recueillies en deux livres par Joseph Scaliger. Traduction en vers, 1667, abrufbar über Google Books.
- Le Pétrone en vers, 1667, abrufbar über Google Books.
- L’Histoire des François de S. Grégoire, evesque de Tours, qui vivait il y a pres d’onze cents ans; avec le Supplément de Frédégaire, écrit par les ordres de Childebrand, frere de Charles-Martel. La seconde partie des Histoires de S. Grégoire, contenant ses livres de la gloire des martyrs et des confesseurs, avec les quatre livres de la vie de S. Martin, et celuy de la vie des Peres, 2 vol., 1668, abrufbar über Google Books.
- Les Poëmes de l’embrazement de Troye et du changement de la République romaine, en concurrence de Virgile et de Lucain, par un fameux auteur du temps de Néron [Pétrone], traduits en vers, 1671, abrufbar über Google Books.
- Les Epitalames de Catulle et les Nopces de Pelee et de Thetis, avec le poëme des Éloges de Vénus, traduits en vers, 1671, abrufbar über Google Books.
- La Vie de Virgile écrite en vers, avec plusieurs Éloges et toutes les Épigrammes des douze autheurs, lesquels ont écrit différemment sur un mesme sujet, suivi des Catalectes de Virgile et de quelques autres poëtes anciens, traduits en vers, 1671, abrufbar über Google Books.
- Le Livre de la Genese, le livre de l’Exode, & les XXIII premiers chapitres du Lévitique, traduits en franc̜ois, avec des notes (v. 1671)
- Les Dix-huit Livres qui nous restent des XXXI de l’histoire qu’avoit composez Ammian Marcellin, depuis l’an de N. S. 354 jusques en 378, 1672.
- Toutes les Œuvres de Virgile traduites en vers français, divisées en deux parties, 1673, abrufbar über Google Books, première partie, seconde partie.
- Les Bucoliques et les Georgiques de Virgile en vers, Traduction nouvelle, Où sont comprises quelques Pièces de la Culture des Jardins, 1675, abrufbar über Google Books.
- Les Catalectes ou pieces choisies des anciens poëtes latins, traduites en vers […], livre premier, 1675, abrufbar über Google Books.
- Les Quinze livres de Martial, traduits en vers avec des remarques et des tables, 1675.
- Les Métamorphoses d’Ovide comprises en quatre vers pour chaque fable des 15 livres de cet ouvrage ou plus tôt pour leur servir d’argument, 1677.
- Les Vers de Petrone chevalier romain, contenu dans sa satyre, selon les anciennes éditions; & selon le Fragment de l’Histoire de Trimalcion, imprimé à Paris chez Edme Martin en 1664. Quatrième édition, 1677, abrufbar über Google Books.
- Le Cantique des cantiques de Salomon. Traduction en vers selon le sens litteral, qui se doit expliquer par un sens mystique, tirée de la Version en Prose, employée dans le Breviaire Latin & François, pour les jours de la Feste & de toute l’Octave de l’Assomption de la Vierge, par M. de Marolles Abbé de Villeloin: Cette édition de l’année 1659, en quatre Volumes, reveuë & corrigée, avec Privilege & Approbation, 1677, abrufbar über Gallica.
- La Prophétie de Daniel. Traduction en vers, 1677.
- Traduction en vers de l’Apocalypse de Saint Jean apostre, selon le sens litteral exprimé par la version latine appelée Vulgate, & par les autres versions franc̜oises approuvées, 1677.
- Les six livres de Lucrece De la Nature des choses. Ouvrage difficile, que l’autheur a essayé de représenter clairement & naïvement en vers, par celuy qui fut imprimé en prose dès l’année 1649 avec privilege du Roy, troisième édition, 1677.
- Ovide. Toutes les pieces qui nous restent de ce poëte, lesquelles il composa pendant son exil, contenues dans les deux grands ouvrages que nous avons de luy sur ce sujet sous deux titres différents de Tristes et de Pont... traduction en vers par M. D. M. A. D. V. Discours pour servir de préface sur les œuvres d’Ovide et sur toutes celles des autres poëtes, traduites en vers par l’A. D. M. (Abbé De Marolles). Les Noms de ceux qui m’ont donné de leurs livres ou qui m’ont honoré extraordinairement de leur civilité. Addition au sujet d’un songe. Touchant la maniere de donner des louanges à quelque grandeur et dignité que ce soit. Les Rois et les pontifes, qui sont d’un ordre supérieur, ne sont point compris dans le dénombrement, bien qu’ils y soient marquez: il contient d’ailleurs directement les noms que voicy au nombre de 430. Ceux qui par occasion ont été nommez dans le dénombrement. Discours sur une traduction en prose d’un ancien poëte. S’il est impossible de traduire Horace, second discours. sur la version d’Horace imprimée à Paris chez Coignard et Pralard en 1670. Obmissions. Hors d’œuvre. Deux vers latins à la louange du Roy. Inscriptions latines. Projet d’une requeste à Mg le Chancelier, 1678.
- L’Achileyde de Stace. Poëme delicieux achevé en cinq Livres, pour la premiere Partie, contenant toute l’Histoire de la Jeunesse d’Achille. Traduction en vers. Avec le commencement de la Thébaïde; Et ce qui se lit de la guerre écrit avec tant d’élégance dans la septième Livre du mesme Ouvrage. Ce qui est suivi de la Version de quelques-unes de Sylves de ce Poëte; Et encore de quelques pieces choisies des Poëtes Lucain, Silius Italicus, Valerius Flaccus & Claudien, 1678, abrufbar über Gallica.
- Les Prophetes Jonas et Nahum. Touchant la pénitence des Ninivites. Traduction en vers, avec des remarques, 1678.
- Les Quinze livres des Déipnosophistes d’Athénée, 1680, abrufbar über Gallica.
- Analise, ou Description succincte des choses contenues dans les quinze livres des Deipnosophistes d’Athénée, ouvrage délicieux traduit pour la première fois en françois (s.d.), abrufbar über Gallica.

### Druckgraphik
- Les Grandes Misères de la guerre (1633). Légendes en forme de quatrains accompagnant chacune des gravures de Jacques Callot. Neuauflage: B. Laville, Paris, 1969.
- Tableaux du temple des Muses tirez du cabinet de feu Mr Favereau, Conseiller du Roy en sa Cour des Aides, et gravez en Tailles-douces par les meilleurs Maistres de son temps pour représenter les Vertus & les Vices, sur les plus illustres Fables de l’Antiquité, avec les Descriptions, Remarques & Annotations composées par Mre Michel de Marolles, abbé de Villeloin, 1655, abrufbar über Gallica; divers retirages, réédition ou contrefaçons sous divers formats en 1663, abrufbar über e-rara., 1666, 1676, abrufbar über Google Books, 1733, 1742, 1749, 1768, 1769.
- Catalogue de livres d’estampes et de figures en taille douce, avec un dénombrement des pièces qui y sont contenues, fait à Paris en l’année 1666, 1666, abrufbar über Gallica.
- Catalogue de livres d’estampes et de figures en taille-douce, avec un dénombrement des pièces qui y sont contenues, fait à Paris en l’année 1672, 1672, abrufbar über Gallica.
- Le Livre des peintres et graveurs, 1855, abrufbar über Gallica; seconde édition, 1872, abrufbar über Internet Archive.

### Geschichte und Varia
- Les Mémoires de Michel de Marolles, abbé de Villeloin, divisés en trois parties, contenant ce qu’il a vû de plus remarquable en sa vie, depuis l’année 1600, ses entretiens avec quelques-uns des plus sçavants hommes de son temps, et les généalogies de quelques familles alliées dans la sienne; avec une brieve description de la tres-illustre maison de Mantouë et de Nevers, 1656, abrufbar über Gallica.
- Suitte des Mémoires de Michel de Marolles abbé de Villeloin contenant douze traitez sur divers Sujets curieux..., 1657, abrufbar über Gallica.
- Mémoires de Michel de Marolles abbé de Villeloin. Avec des notes historiques et critiques [par l’abbé Goujet], 1755, abrufbar über Google Books,  Band 1, Band 2, Band 3.
- Traité du poëme épique, pour l’intelligence de l’Énéïde de Virgile, 1662, abrufbar über Gallica. Neuauflage: Olms, New York, 1974.
- Histoire des roys de France et des choses plus mémorables qui se sont passées sous leur regne, depuis l’origine de cette Monarchie jusques à present. Escrite en abbregé sur le modelle des anciens, 1663, abrufbar über Google Books.
- Quelques observations sur la lettre de M. Des Marets à M. l’abbé de La Chambre, concernant un discours apologétique pour Virgile, avec des considérations sur le poëme de Clovis; composées par M. de Marolles, abbé de Villeloin, en 1673, 1673, abrufbar über Gallica.
- Paris, ou la Description succincte, et néanmoins assez ample, de cette grande ville, par un certain nombre d’épigrammes de quatre vers chacune, über divers sujets, 1677; réédition 1879, abrufbar über Gallica.
- Considérations en faveur de la langue françoise au sujet d’un livre intitulé: «De monumentis publicis latine inscribendis oratio... a Joanne Lucas», 1677, abrufbar über Gallica.
- Trois essais pour la version entiere de la Bible, selon l’édition qui fut commencée de l’année 1665, 1678.
- Les Histoires des anciens comtes d’Anjou et de la construction d’Amboise, avec des remarques surb chaque ouvrage, 1681, abrufbar über Google Books.
- Inventaire des titres de Nevers, de l’abbé de Marolles, suivi d’extraits des titres de Bourgogne et de Nivernois, d’extraits des inventaires des archives de l’église de Nevers et de l’inventaire des archives des Bordes, publié et annoté par le Cte de Soultrait, 1873, abrufbar über Gallica.
- Géographie sacrée contenant les noms de tous les éveschés de l’Église latine. Les Apostres. Les Saints évangélistes. Les SS. Docteurs de l’Église. Les Papes qui ont esté depuis 1600 (s.d.)
- Considérations sur une critique judicieuse qui s’est faite sur l’Énéide de Virgile, avec des exemples tirez des versions de quelqu’autres ouvrages de plusieurs poètes illustres de l’antiquité, pour montrer ce que peut notre langue françoise sur ce sujet (s.d.)
- Le Roy, les personnes de la cour, qui sont de la première qualité, et quelques-uns de la noblesse qui ont aimé les lettres ou qui s’y sont signalés par quelques ouvrages considérables (s.d.)
- Inventaire des titres de Nevers de l’abbé de Marolles. Suivi d’extraits des titres de Bourgogne et de Nivernois, d’extraits des inventaires des archives de l’église de Nevers et de l’inventaire des archives des Bordes / publié et annoté par le Cte de Soultrait, 1873, abrufbar über Gallica.

## Wappen

Wappen von Michel de Marolles.
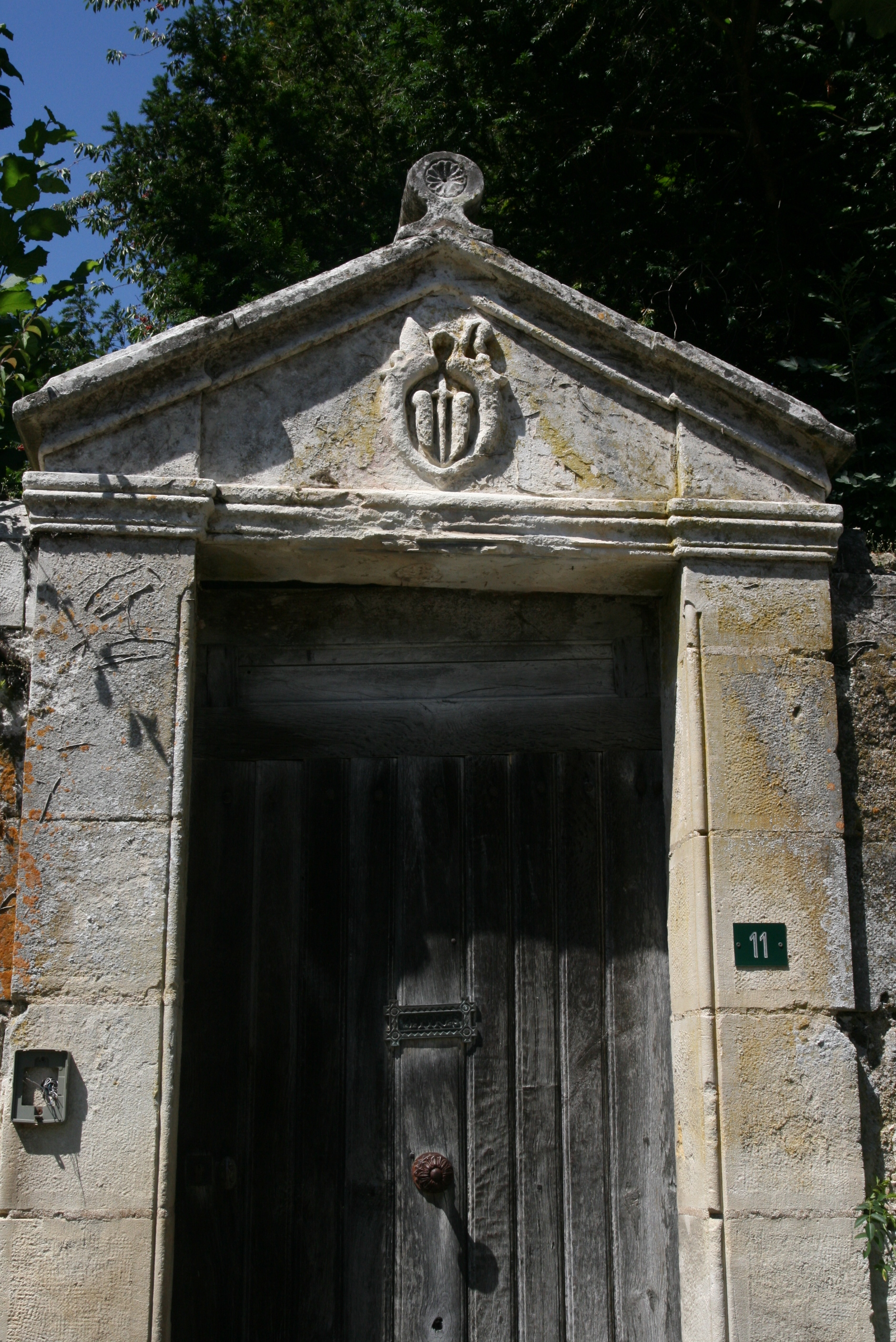
Das Wappen über einer alten Pforte der Abbaye de Villeloin in Villeloin-Coulangé in Stein gemeißelt.
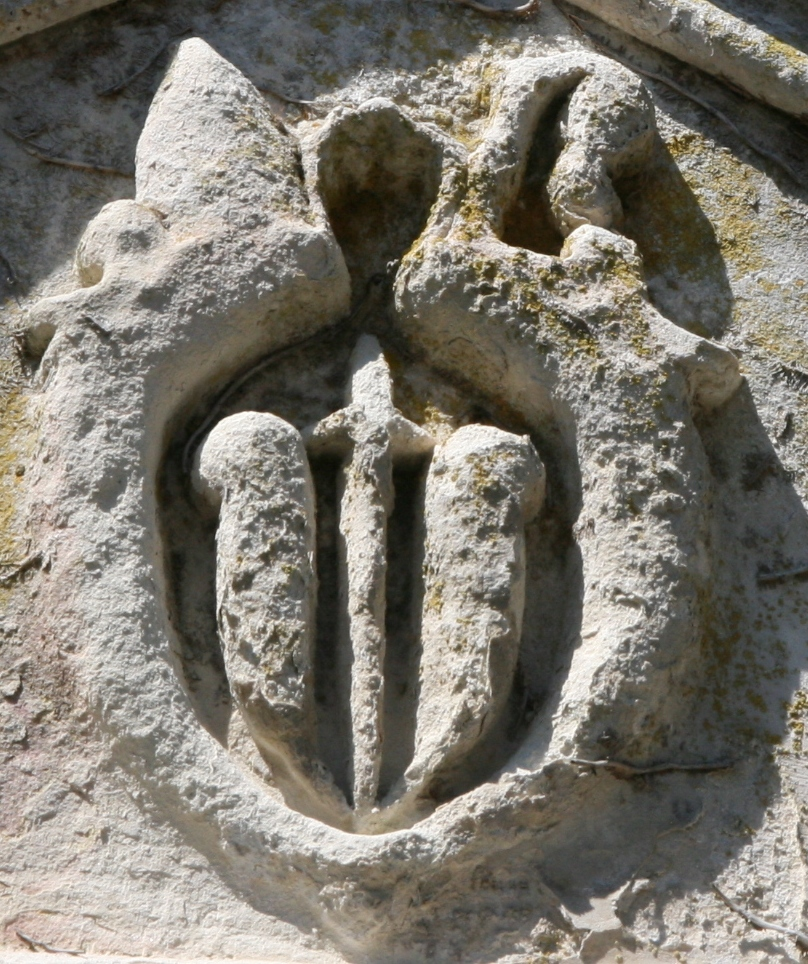
Nahaufnahme.